# Панайот Рейзи
Панайот Василев Рейзи е български политик, бивш кмет на община Созопол (2007 – 2011, 2011.).

## Биография
Панайот Рейзи е роден на 25 юли 1966 година в град Бургас, България. Завършва Средно специално училище по морски и океански риболов, а по-късно специалност „Икономика и управление на транспорта“ в УНСС – София и специалност „Право“ в Югозападен университет „Неофит Рилски“.

### Професионална кариера
От 1991 до 1996 година Рейзи е член на УС на Туристическо дружество „Хелио – тур – с“, Созопол. Управител на Търговско дружество „Барон“ ООД, с предмет на дейност внос и търговия на хранителни и нехранителни продукти. В периода от 1996 до 1997 година работи във „Фармстаринвест“ АД, Дупница. Изпълнителен директор и член на ПФ (1996 – 1998).

### Политическа кариера
В периода от 1999 до 2002 година Панайот Рейзи е заместник-кмет на община Созопол, от 2003 до 2007 година е Председател на Общински съвет – Созопол.
От 2007 година е кмет на Созопол (2007 – 2011, 2011).

#### Избори
На местните избори през 2011 година е избран за кмет от листата на ГЕРБ. Печели на първи тур с 58,27 %, втори след него е Тихомир Янакиев от БСП с 18,71 %.

#### 2019 г.
През 2019 г. Прокуратурата започна разследване срещу Панайот Рейзи, и счетоводителката на Община Созопол. В хода на разследването се установило, че в резултат на престъпната дейност на двамата заподозрени, в периода от 29.08.2014 г. до 27.03.2017 г. са присвоили над 2 000 000 лв. На 9 април 2019 г. Рейзи съобщава че си е подал оставка от ГЕРБ.